# Los Angeles Clippers 2006-2007
La stagione 2006-07 dei Los Angeles Clippers fu la 37ª nella NBA per la franchigia.
I Los Angeles Clippers arrivarono quarti nella Pacific Division della Western Conference con un record di 40-42, non qualificandosi per i play-off.

## Roster
| N° | Naz.                   | Ruolo | Sportivo         | Anno | Alt. | Peso |
| -- | ---------------------- | ----- | ---------------- | ---- | ---- | ---- |
| 1  | Stati Uniti (bandiera) | G     | Jason Hart       | 1978 | 191  | 84   |
| 2  | Stati Uniti (bandiera) | A     | Tim Thomas       | 1977 | 208  | 104  |
| 3  | Stati Uniti (bandiera) | G     | Daniel Ewing     | 1983 | 191  | 84   |
| 5  | Stati Uniti (bandiera) | G     | Cuttino Mobley   | 1975 | 193  | 86   |
| 7  | Stati Uniti (bandiera) | A     | Luke Jackson     | 1981 | 201  | 98   |
| 8  | Russia (bandiera)      | A     | Jaroslav Korolëv | 1987 | 206  | 92   |
| 10 | Stati Uniti (bandiera) | G     | Will Conroy      | 1982 | 188  | 88   |
| 13 | Stati Uniti (bandiera) | G     | Quinton Ross     | 1981 | 198  | 88   |
| 14 | Stati Uniti (bandiera) | G     | Shaun Livingston | 1985 | 201  | 83   |
| 15 | Stati Uniti (bandiera) | A     | James Singleton  | 1981 | 203  | 98   |
| 19 | Stati Uniti (bandiera) | G     | Sam Cassell      | 1969 | 191  | 84   |
| 21 | Stati Uniti (bandiera) | GA    | Doug Christie    | 1970 | 198  | 91   |
| 22 | Stati Uniti (bandiera) | G     | Von Wafer        | 1985 | 196  | 95   |
| 24 | Stati Uniti (bandiera) | G     | Alvin Williams   | 1974 | 196  | 84   |
| 34 | Stati Uniti (bandiera) | AC    | Aaron Williams   | 1971 | 206  | 100  |
| 35 | Stati Uniti (bandiera) | C     | Chris Kaman      | 1982 | 213  | 122  |
| 40 | Stati Uniti (bandiera) | C     | Paul Davis       | 1984 | 211  | 122  |
| 42 | Stati Uniti (bandiera) | A     | Elton Brand      | 1979 | 203  | 125  |
| 50 | Stati Uniti (bandiera) | A     | Corey Maggette   | 1979 | 198  | 99   |

## Staff tecnico
- Allenatore: Mike Dunleavy
- Vice-allenatori: Jim Eyen, Kim Hughes, Rory White, Neal Meyer
- Preparatore atletico: Jasen Powell